# Лютка дрібнозубчаста
Лютка дрібнозубчаста (Chalcolestes parvidens) — вид бабок родини люток (Lestidae).

## Поширення
Вид поширений у Східній та Центральній Європі, в Західній Азії. Ареал Chalcolestes parvidens включає Корсику, Італію, Паннонську рівнину, Балканський півострів, Румунію, південь України, Туреччину та Близький Схід. В Україні вид достовірно відомий з Одеської, Донецької області і Криму. У 2004—2005 роках знайдений в Луганській та Закарпатській області.

## Опис
Тіло завдовжки 44-50 мм. Самець має довге, рівномірно зелене тіло з коричневою птеростигмой. У самців нижні анальні придатки з тонкими кінчиками, сильно вигнутими вгору. Дистальний зубчик на внутрішньому краї верхніх анальних придатків не крупніше базального і чітко зміщений назад. У самиць нижній край яйцеклада з грубими зубчиками. Від близьких видів самиці відрізняються наявністю 9-ти зубчиків на яйцекладі.